# Trombach (Zipfelbach)
Der Trombach ist ein unter zwei Kilometer langer Bach überwiegend in den Berglen und im baden-württembergischen Rems-Murr-Kreis, der am Ostrand des Dorfes Hanweiler der Stadt Winnenden von links in den oberen Zipfelbach mündet.

## Geographie

### Verlauf
Der Trombach entspringt wenig unterhalb des Waldrandes am Osthang des Korber Kopfs auf ungefähr 390 m ü. NHN und fließt durchweg etwa ostwärts. Anfangs zieht er etwas gewunden durch Streuobstwiesen in Richtung Hanweiler, unter dem bald mit Weinstöcken bewachsenen Gewann Trombach mit der als Kulturdenkmal ausgewiesene Kelter mit der Anschrift Trombach 1 am linken Talhang und den Obstwiesenhängen Winterhalde und später Abelhansen am rechten. Dann fließt er durch einen weniger als 0,1 ha großen See im Gewann Bräunle und erreicht kurz danach den Ortsrand des Dorfes Hanweiler.
In Hanweiler ist er verdolt, dort unterquert er die Rieslingstrasse und verlässt nach der ebenfalls querenden Ruländerstraße den Ort wieder ins Gewann Brunnenwiesen hinaus, das er in Abstand von der Häuserzeile am linksseits begleitenden Traminerweg durchfließt. Schließlich mündet er, wenig entfernt vom letzten Haus des Traminerwegs und gegenüber den Höfen am Unteren Holzberg, von links und auf etwa 244 m ü. NHN in den oberen Zipfelbach.
Der Trombach mündet nach 1,8 km langem Lauf mit mittlerem Sohlgefälle von etwa 54 ‰ rund 94 Höhenmeter unterhalb seiner Quelle.

### Einzugsgebiet
Das etwa 1,3 km² große Einzugsgebiet besteht zu etwas über der Hälfte auf Wald auf den talbegleitenden Höhen. Der linke Talhang wird größtenteils von Weinbergen eingenommen, die sich bis fast zur Wasserscheide hochziehen, während der schmälere untere rechte Talhang meist von Streuobstwiesen bedeckt ist, über ihm zieht sich der angrenzende Hangwald weiter nach Süden. Einen großen Teil des Talgrundes nimmt auch das Dorf Hanweiler ein, das am Unterlauf in der Stadtgemarkung von Winnenden liegt. Ein Großteil des unbesiedelten Obertals gehört dagegen zur Gemeinde Korb, darunter auch die Bachquelle. Von dessen namengebenden Dorf verläuft die K 1853 den Hanweiler Sattel herüber, eine Talsteige herab nach Hanweiler und von dort durchs Zipfelbachtal weiter in Richtung Winnenden.
Naturräumlich gehört fast das gesamte Einzugsgebiet zu den Berglen, einem Unterraum von Schurwald und Welzheimer Wald; nur ein letztes kleines Laufstück am Unterlauf fließt im Unterraum Äußere Backnanger Bucht der Backnanger Bucht im Neckarbecken. Die höchste Erhebung ist der Gipfel des Korber Kopfs ganz im Westen, der 456 m ü. NHN erreicht.
Reihum grenzen die Einzugsgebiete der folgenden Nachbargewässer an:
- im Süden fließt der Gundelsbach zur Rems;
- im Südwesten läuft der Hörnlesbach zum Heppach, der etwas abwärts des Gundelsbachs ebenfalls die Rems speist;
- im Westen zieht jenseits eines nur kurzen Wasserscheidenabschnitts auf dem Korber Kopf der Erbach als ihr letzter bedeutender Zufluss zu dieser;
- im Nordwesten und Norden liegen die kleineren Einzugsgebiete des Schelmenholzbächles und dann des Bachs aus der Kappelesklinge, der zwei nächsten Zuflüsse des Zipfelbachs nach dem Trombach.

### Zuflüsse
Die Zuflüsse des Trombachs sind meistens unbedeutende Quellen zwischen den Einzugsgebieten des Hörnlesbach und der Koppelesklinge.

## Geschichte
Der Trombach fungierte schon immer als Nordöstlicher Abfluss des Hanweiler Sattels und prägte somit auch das mittelalterliche Hanweiler das wie heute vom Weinbau gezeichnet ist. Die Kelter Trombach 1 wurde im Jahr 1562 erstmals erwähnt und steht oberhalb des Trombach. Sie ist das einzige der Winnender Kulturdenkmale das in Hanweiler steht.

## Geologie
Der Trombach liegt im Naturraum Backnanger Bucht und gehört zum Flusssystem des Neckar. Sein Ursprung liegt in der Löwenstein-Formation, jedoch endet diese kurz nach der Quelle und er fließt ab dort durch die Mainhardt-Formation und weitere Gesteinsformationen, beispielsweise die Hassberge-Formation. Weitere geologische Forschungen waren unmöglich, da der Untergrund zu stark verändert wurde, vor allem durch den Weinanbau.

### LUBW
Amtliche Online-Gewässerkarte mit passendem Ausschnitt und den hier benutzten Layern: Lauf und Einzugsgebiet des Trombachs

Allgemeiner Einstieg ohne Voreinstellungen und Layer: Daten- und Kartendienst der Landesanstalt für Umwelt Baden-Württemberg (LUBW) (Hinweise)
1. 1 2  Höhe nach dem Höhenlinienbild auf dem Hintergrundlayer Topographische Karte.
2. ↑  Länge nach dem Layer Gewässernetz (AWGN).
3. ↑  Einzugsgebiet abgemessen auf dem Hintergrundlayer Topographische Karte.

### Andere Belege
1. ↑  Abfluss-BW - Daten und Karten
2. ↑  Hansjörg Dongus: Geographische Landesaufnahme: Die naturräumlichen Einheiten auf Blatt 171 Göppingen. Bundesanstalt für Landeskunde, Bad Godesberg 1961. → Online-Karte (PDF; 4,3 MB)
3. ↑  Geologie nach den Layern zu Geologische Karte 1:50.000 auf: Mapserver des Landesamtes für Geologie, Rohstoffe und Bergbau (LGRB) (Hinweise)